# Feketecombú verébsólyom
A feketecombú verébsólyom (Microhierax fringillarius) a madarak osztályának a sólyomalakúak (Falconiformes) rendjébe és a  sólyomfélék (Falconidae) családjába tartozó faj.

## Rendszerezése
A fajt Pierre Auguste Joseph Drapiez belga természettudós írta le 1824-ben, a Falco nembe Falco fringillarius néven.

## Előfordulása
Délkelet-Ázsiában, Brunei, Indonézia, Malajzia, Szingapúr és Thaiföld területén honos. A természetes szubtrópusi vagy trópusi síkvidéki esőerdők és száraz erdők, valamint szántóföldek. Állandó, nem vonuló faj.

## Megjelenése
Testhossza 14–17 centiméter, szárnyfesztávolsága 27–34 centiméter, testtömege 28–55 gramm.